# Reformierte Kirche Valendas

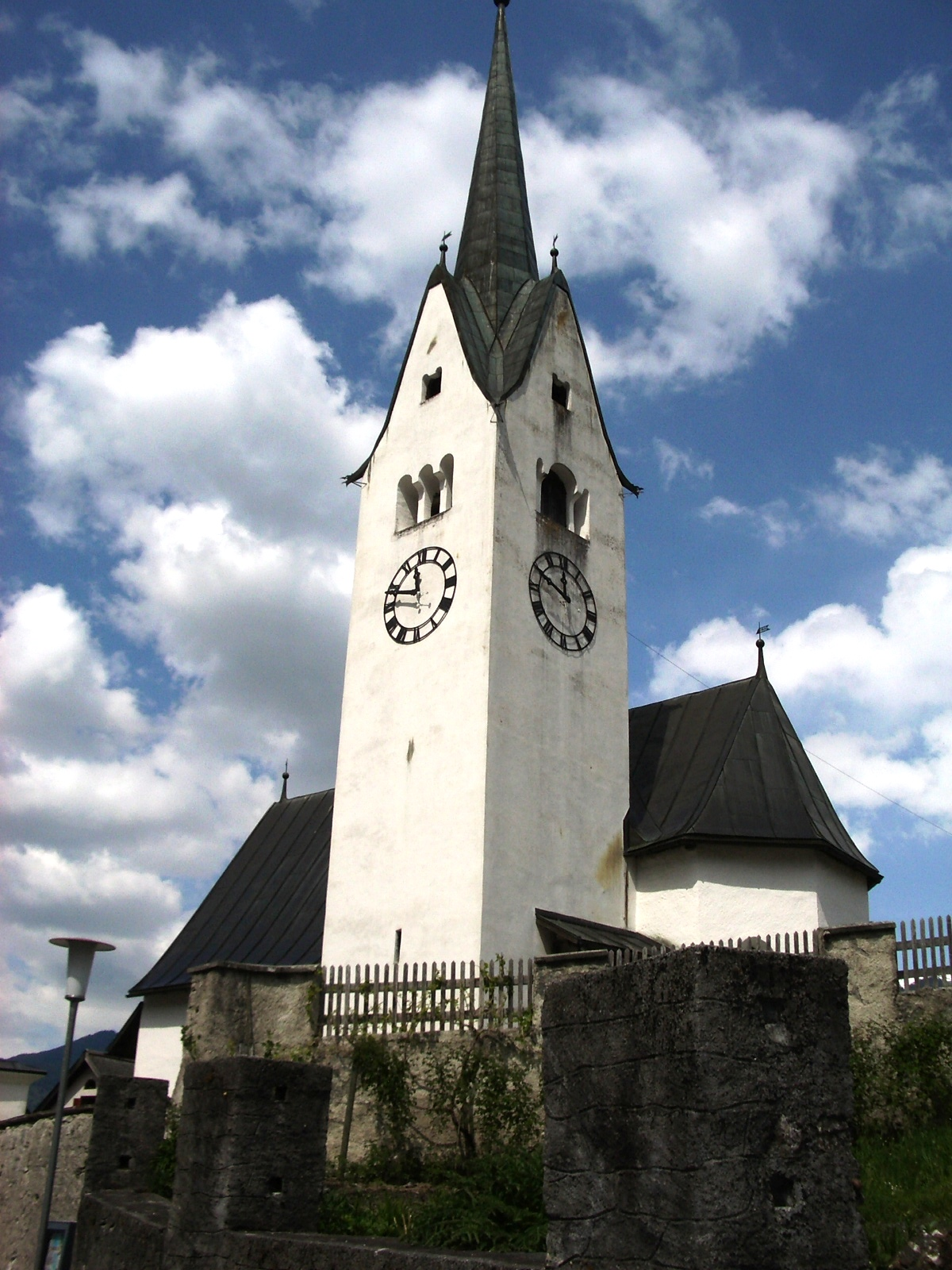
Aussenansicht

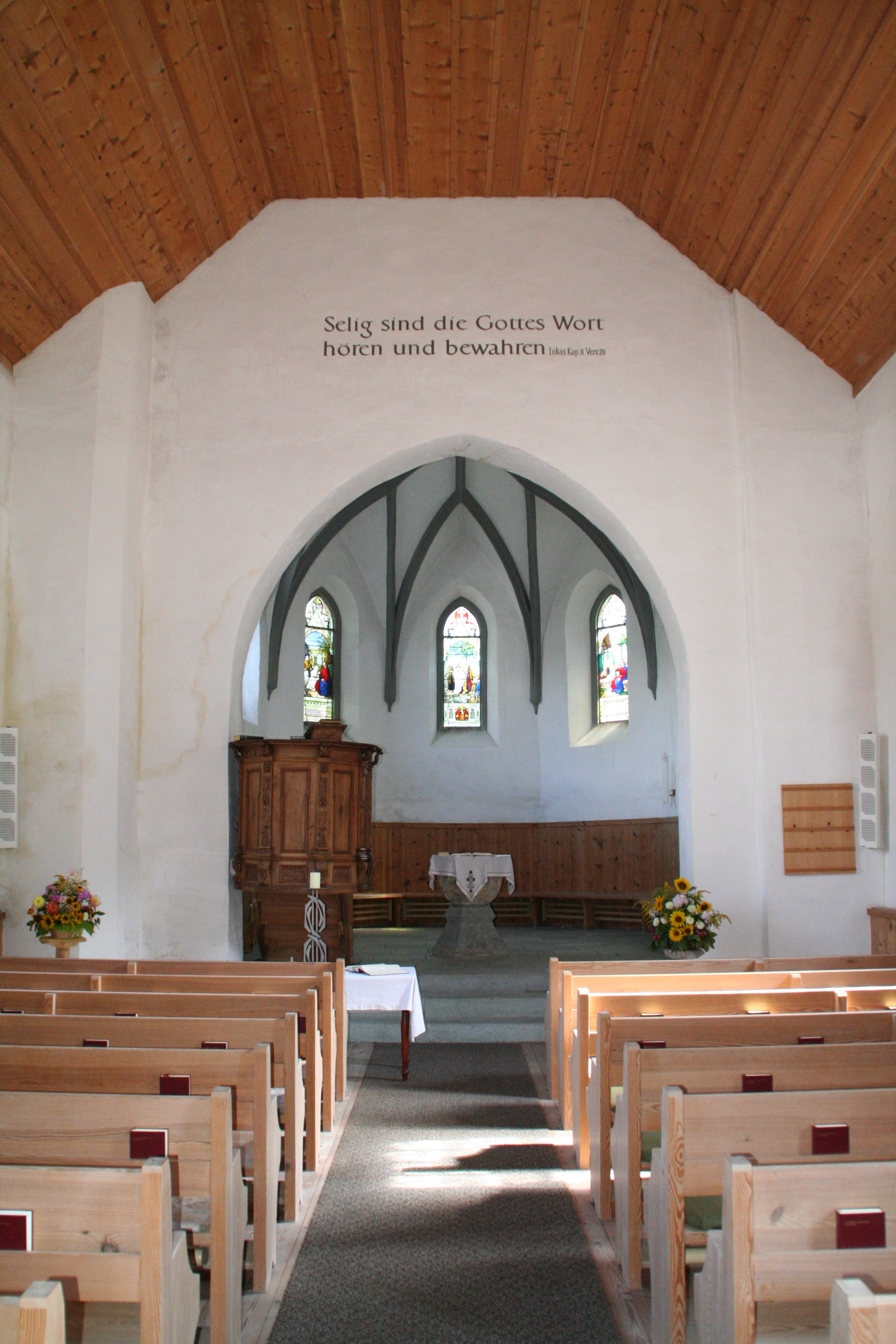
Innenansicht

Die reformierte Kirche im bündnerischen Valendas ist ein evangelisch-reformiertes Gotteshaus unter kantonalem Denkmalschutz.

## Geschichte und Ausstattung
Ersturkundlich bezeugt ist die Kirche als spätgotischer Bau mit markantem Spitzhelm auf dem Turm 1481 als Nachfolger eines nicht mehr datierbaren, doch wesentlich älteren romanischen Vorgängers. Die barocke Orgel mit prächtigem Ornament auf dem zweiflügeligen Prospekt ist eine Schenkung des Valendaser Bürgers Johann Peter Marchion (1669–1742) und wurde 1737 von Johannes Allgeüer (Feldkirch) erbaut.
Auffallend im Inneren ist der runde, dreiseitig geschlossene Chor mit Taufstein in der Mitte. Die Kanzel unter dem Kielbogen vermittelt zwischen Chor und Schiff.
Die Glasmalereien in den Chorfenstern sind neueren Datums und ersetzten die alten aus dem 16. Jahrhundert, die 1912 verkauft worden waren.
Der Legende nach blieb die Kirche in den Bündner Wirren nur deshalb von Zerstörung verschont, weil eindringende katholische Soldaten drei Heiligenbilder vorfanden, die man auch nach Annahme der Reformation im Jahr 1523 nicht abgehängt hatte, und deshalb vor Brandschatzung zurückschreckten.
Neben der Türe erinnert ein Peststein an die 430 Toten der Epidemie des Jahres 1594.

## Kirchliche Organisation
Die Evangelisch-reformierte Landeskirche Graubünden führt Valendas seit dem 1. Januar 2013 gemeinsam mit weiteren Safientaler Gemeinden als eine gemeinsame Kirchgemeinde Safiental.

## Galerie

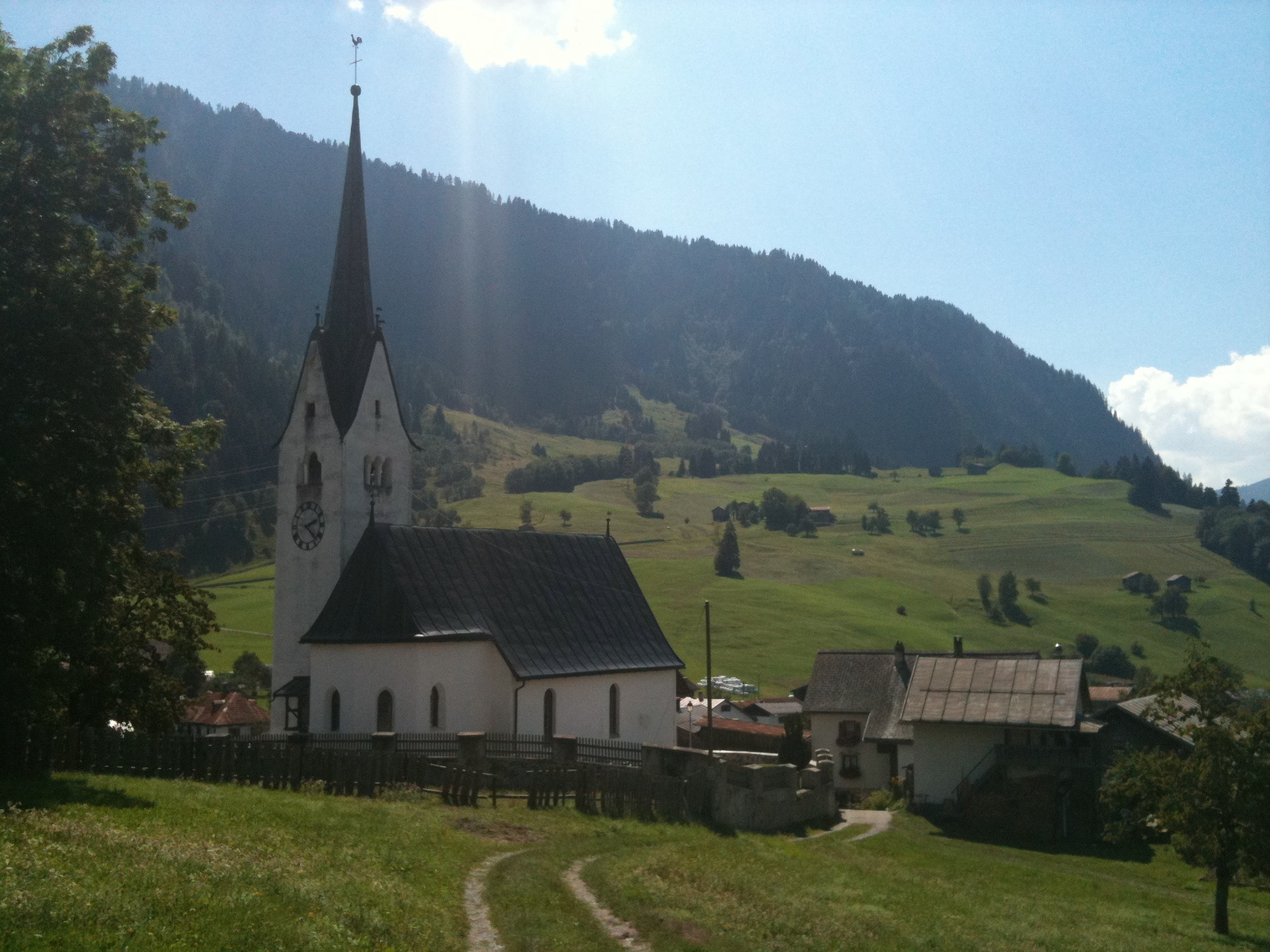
Kirche Valendas
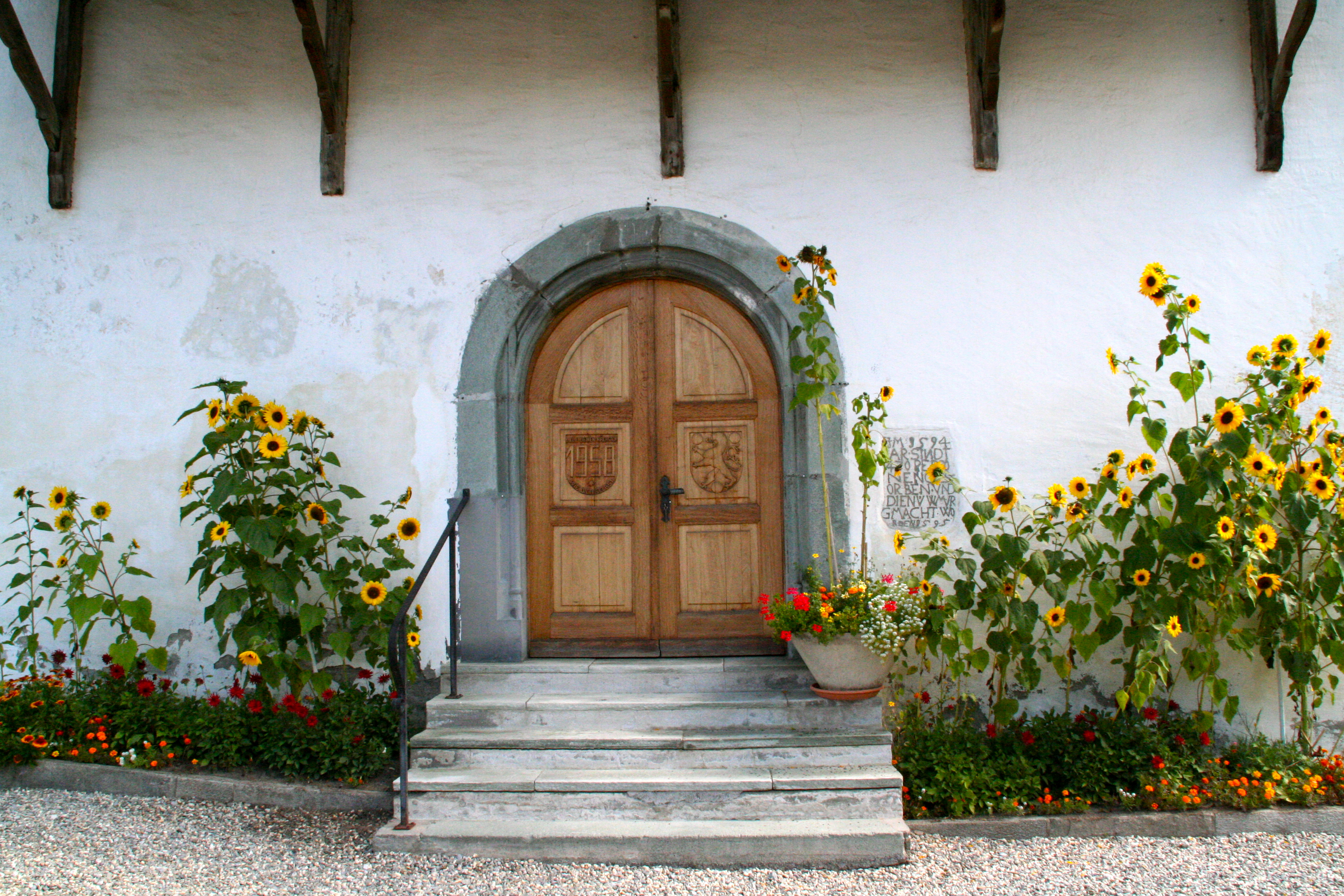
Eingang
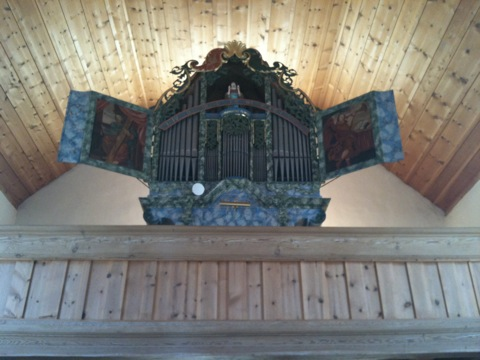
Orgel
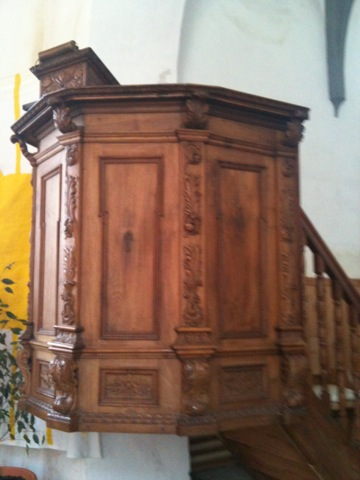
Kanzel
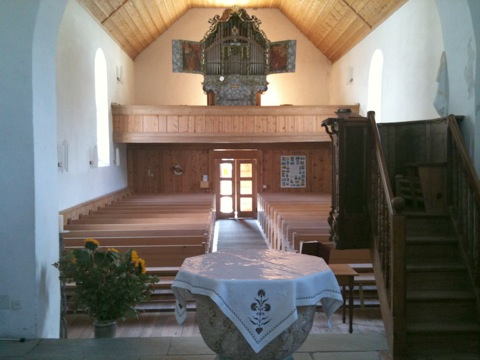
Blick aus dem Chor in das Schiff